# إيعزانن
جماعة إعزانن (بالأمازيغية الريفية: ⵉⵄⵣⵣⴰⵏⴻⵏ) جماعة قروية تابعة لفخذ بويافر أحد أفخاذ قبيلة قلعية الريفية الأمازيغية بإقليم الناظور. تحد شمالا بالبحر الأبيض المتوسط، جنوبا بجماعة بني سيدال الجبل، شرقا تحد بجماعة بني شيكر، أما غربا فتحد بجماعة أمجاو التابعة لقبيلة آيت سعيد. ويبلغ عدد سكان الجماعة حوالي 11815 نسمة حسب إحصاء سنة 2004.

## قرى ودواوير الجماعة
من بين القرى والدواوير المكونة لجماعة إعزانن نجد:
دوار إحنيناثن، اعزيزاثن، بوحمزة، إعزانن، إشملالن، إفران أوروي، أعرجيون، إمرابضن، إزارورن، سمار، تغداميا، تيفاسور.